# Róma megye
Róma megye Olaszország Lazio régiójának egyik megyéje. Székhelye Róma. A megyét 2015 óta Róma Főváros Agglomerációs Övezete-nek (Città metropolitana di Roma Capitale) nevezik. A megye ugyanis magába foglalja Róma mellett az agglomerációjában meglevő 121 települést is. 4,3 millió lakosa van összesen a megyének, ami Olaszország legnagyobb agglomerációs övezete. A megye élén a nagyvárosi polgármester és a nagyvárosi közgyűlés áll.

## Fekvése
Róma megye Viterbo, Rieti, L’Aquila, Frosinone és Latina megyékkel határos.
Az övezet Lazio régió területének egy harmadát fedi le. Északnyugatról a Sabatini-hegyek, keletről a Tiburtini Prenestini Simbruini-hegyek, keletről az Albani-dombok, nyugatról a Tirrén-tenger határolja.

## Községek(comuni)
- Affile
- Agosta
- Albano Laziale
- Allumiere
- Anguillara Sabazia
- Anticoli Corrado
- Anzio
- Arcinazzo Romano
- Ardea
- Aricia
- Arsoli
- Artena
- Bellegra
- Bracciano
- Camerata Nuova
- Campagnano di Roma
- Canale Monterano
- Canterano
- Capena
- Capranica Prenestina
- Carpineto Romano
- Casape
- Castel Gandolfo
- Castel Madama
- Castel San Pietro Romano
- Castelnuovo di Porto
- Cave
- Cerreto Laziale
- Cervara di Roma
- Cerveteri
- Ciampino
- Ciciliano
- Cineto Romano
- Civitavecchia
- Civitella San Paolo
- Colleferro
- Colonna
- Fiano Romano
- Filacciano
- Fiumicino
- Fonte Nuova
- Formello
- Frascati
- Gallicano nel Lazio
- Gavignano
- Genazzano
- Genzano di Roma
- Gerano
- Gorga
- Grottaferrata
- Guidonia Montecelio
- Jenne
- Labico
- Ladispoli
- Lanuvio
- Lariano
- Licenza
- Magliano Romano
- Mandela
- Manziana
- Marano Equo
- Marcellina
- Marino
- Mazzano Romano
- Mentana
- Monte Compatri
- Monte Porzio Catone
- Monteflavio
- Montelanico
- Montelibretti
- Monterotondo
- Montorio Romano
- Moricone
- Morlupo
- Nazzano
- Nemi
- Nerola
- Nettuno
- Olevano Romano
- Palestrina
- Palombara Sabina
- Percile
- Pisoniano
- Poli
- Pomezia
- Ponzano Romano
- Riano
- Rignano Flaminio
- Riofreddo
- Rocca Canterano
- Rocca Priora
- Rocca Santo Stefano
- Rocca di Cave
- Rocca di Papa
- Roccagiovine
- Roiate
- Róma
- Roviano
- Sacrofano
- Sambuci
- San Cesareo
- San Gregorio da Sassola
- San Polo dei Cavalieri
- San Vito Romano
- Sant’Angelo Romano
- Sant’Oreste
- Santa Marinella
- Saracinesco
- Segni
- Subiaco
- Tivoli
- Tolfa
- Torrita Tiberina
- Trevignano Romano
- Vallepietra
- Vallinfreda
- Valmontone
- Velletri
- Vicovaro
- Vivaro Romano
- Zagarolo

### Legnépesebb települések
| Helyezés | Település           | Népesség szám (fő) | Terület (km²) | Népsűrűség (fő/km²) | Magasság (tenger szint feletti) |
| -------- | ------------------- | ------------------ | ------------- | ------------------- | ------------------------------- |
| 1º       | Róma                | 2 844 395          | 1 287,36      | 2 227               | 21                              |
| 2º       | Guidonia Montecelio | 89 262             | 79,47         | 1 110               | 105                             |
| 3º       | Fiumicino           | 79 293             | 213,89        | 352                 | 1                               |
| 4º       | Pomezia             | 63 528             | 86,57         | 707                 | 108                             |
| 5º       | Tivoli              | 56 490             | 68,65         | 824                 | 235                             |
| 6º       | Anzio               | 55 101             | 43,65         | 1 262               | 3                               |
| 7º       | Velletri            | 53 315             | 118,23        | 451                 | 332                             |
| 8º       | Civitavecchia       | 52 942             | 73,74         | 718                 | 10                              |
| 9º       | Ardea               | 48 495             | 72,09         | 673                 | 37                              |
| 10º      | Nettuno             | 48 346             | 71,64         | 675                 | 11                              |
| 11º      | Ladispoli           | 42 012             | 25,95         | 1 619               | 2                               |
| 12º      | Marino              | 41 789             | 24,19         | 1 728               | 360                             |
| 13º      | Albano Laziale      | 40 828             | 23,80         | 1 715               | 400                             |
| 14º      | Monterotondo        | 40 522             | 40,94         | 990                 | 165                             |
| 15º      | Ciampino            | 38 226             | 13,00         | 2 940               | 124                             |
| 16º      | Cerveteri           | 37 258             | 134,32        | 277                 | 81                              |
| 17º      | Fonte Nuova         | 31 755             | 19,94         | 1 593               | 130                             |
| 18º      | Genzano di Roma     | 24 072             | 17,9          | 1 345               | 435                             |
| 19º      | Mentana             | 23 032             | 24,7          | 932                 | 150                             |
| 20º      | Frascati            | 22 285             | 22,48         | 991                 | 320                             |

## Közlekedés

### Vasúti közlekedés
Az első számú vasúti csomópont a római Termini pályaudvar, ahonnan nem csak regionális vasutak, hanem az ország különböző részébe megy és érkezik vasút. A nagy sebességű vasúttal Torinóba, Milánóba, Velencébe,Bariba, Firenzébe és Nápolyba lehet közvetlenül eljutni. Közvetlen vasúti összeköttetés van a Róma-Fiumicino nemzetközi repülőtérre. A regionális vonalak közül közvetlenül Anconába, Genovába és Pescarába megy vonal.
Róma másik két fontos pályaudvara a Roma Tiburtina és Roma Ostiense pályaudvarok. Ezeken elsősorban a Lazio-i regionális vasút járatai állnak meg és haladnak tovább. Roma Ostiensén lehet átszállni a Lido di Ostia – Róma tengerparti kerülete – felé tartó helyközi vasútra.

### Közúti közlekedés
Róma fontos közút közlekedési csomópont Olaszországban.
- A1: Milánót és Nápolyt köti össze, a Nagy Római Körgyűrűtől 20 km-re keletre kerüli el a várost.
- A12: Rómától szakaszosan, de Genováig közvetlenül el lehet jutni
- A24: L'Aquilán át Teramóig tart az autópálya
- Nagy Római Körgyűrű: Róma körgyűrűje, aminek feladata az átmenő forgalom elvezetése.

### Kikötők és repülőterek
Róma legfontosabb kereskedelmi és utasforgalmi kikötője, a Civitavecchiai kikötő. Innen közvetlen tengeri összeköttetés van Szardínia (Arbatax, Cagliari, Olbia és Porto Torres), Szicília (Palermo, Termini Imerese) valamint Barcelona és Tunisz felé. A kikötő már Traianusz császár uralma óta üzemel. Az uniós "tengeri autópálya" közlekedési politika része. A kikötő nagy tengeri körutazások egyik fontos kiindulópontja a Földközi-tengeren.
A város legnagyobb repülőtere, a Róma-Fiumicino nemzetközi repülőtér, ahol 42 millió fő az éves utasforgalom, ide elsősorban nemzeti légitársaságok járatai jönnek valamint a transzatlani járatok is. Másik legfontosabb repülőtere a Róma-Ciampino repülőtér, ami a fapados Ryanair légitársaság csomópontja.